# Niptera melatephra
Niptera melatephra är en svampart som först beskrevs av Wilhelm Gottfried Lasch, och fick sitt nu gällande namn av Rehm 1891. Niptera melatephra ingår i släktet Niptera, ordningen disksvampar, klassen Leotiomycetes, divisionen sporsäcksvampar och riket svampar.   Inga underarter finns listade i Catalogue of Life.
I den svenska databasen Dyntaxa används istället namnet Mollisia melatephra för samma taxon.  Arten är reproducerande i Sverige.